# Пашко Павло Володимирович
Павло Володимирович Пашко (нар. 9 серпня 1959 року, Оренбург) — український науковець у галузі економіки, доктор економічних наук (2010), професор (2013), Заслужений діяч науки і техніки України (2011), з червня 2016 року по грудень 2020 року був ректором Університету державної фіскальної служби України, полковник запасу Збройних сил України.

## Життєпис

### Освіта[2]
У 1981 році з відзнакою закінчив Харківське вище військове командно-інженерне училище ракетних військ імені Маршала М. І. Крилова за спеціальністю «Інженер-механік».
З 1996 по 2001 роки заочно навчався в Національній юридичній академії ім. Я. Мудрого за спеціальністю «Правознавство».
З 2002 по 2003 роки заочно навчався у Вищій школі підприємництва Харківського державного університету харчування та торгівлі за спеціальністю «Економіст з обліку та аудиту».

### Трудова діяльність
- 1981 - начальник бойового підрозділу.
- 1981-1986 - секретар комітету ВЛКСМ факультету № 1.
- 1986 - старший інженер відділення №1 науково-дослідної лабораторії.
- 1986-1993 - молодший науковий співробітник науково-дослідної лабораторії Харківського вищого військового командно-інженерного училища ракетних військ імені Маршала М. І. Крилова.
- 1993-1994 - старший науковий співробітник науково-дослідної лабораторії Харківського військового університету.
- 1981-1994 - проходив службу на офіцерських засадах.
- 1994-1997 - заступник Голови Дзержинської районної ради народних депутатів ХХІІ скликання міста Харкова.[3]
- 1997- 2014 -  робота в митних органах України на різноманітних посадах (начальник регіональних митниць, заступник Голови ДМСУ, заступник директора Департаменту податкової та митної політики Міністерства фінансів України, [4]директором Департаменту розвитку митної справи Державної фіскальної служби України та ін.).[5]
- жовтень-грудень 2014 - професор кафедри податкової і митної справи Національного університету державної податкової служби України.
- грудень 2014 - червень 2016 - в.о. ректора Національного університету державної податкової служби України.
- червень 2016 - грудень 2020 - ректор Університету державної фіскальної служби України.

## Наукова діяльність
В різні роки голова редакційної ради інформаційно-аналітичного журналу «Митниця», голова редакційної ради наукового журналу «Вісник Академії митної служби України». Член редакційної колегії міжнародного науково-практичного журналу «Товари і ринки». Член редакційної ради газети «Таможенная параллель». Головний редактор редакційної колегії наукового журналу «Митна безпека». 
Вніс вагомий особистий внесок у підготовку й видання книг серій «Митна справа на Слобожанщині» та «Митна справа в Україні», які є спеціалізованою серією з митного напряму, він є автором ідеї цих серій, головою редакційної колегії, співавтором та незмінним редактором. З 2015 року серія «Митна справа в Україні» змінила назву на «Податкова та митна справа в Україні», в серії вже вийшло 130 книг.
Автор і співавтор понад 350 публікацій та наукових праць, у тому числі 11 монографій, 30 підручників та посібників, 34 книг, 26 свідоцтв про реєстрацію авторського права на твір та на винахід.

### Публікації
- Коментар до Митного кодексу України : із практики митної справи / В. М. Андрійчук, Н. А. Білоус, І. Г. Бережнюк, П. В. Пашко [та ін.] ; за ред. П. В. Пашка, М. М. Каленського ; Держ. митна служба України. – К. : Юстиніан, 2004. – 736 с. – (Серія «Митна справа в Україні»).
- Митне регулювання зовнішньоекономічної діяльності в Україні : монографія / В. П. Науменко, П. В. Пашко, В. А. Руссков ; за ред. П. В. Пашка. – К. : Знання, 2004. – 403 с. – (Серія «Митна справа в Україні»).
- Митний кодекс України та нормативно-правові акти, що регулюють його застосування : зб. док. / упоряд. : П. В. Пашко, В. П. Науменко. – К. : Знання, 2004. – 1176 с. – (Серія «Митна справа в Україні»).
- Основи митної справи в Україні : підруч. / В. А. Аргунов, Є. М. Березний, В. В. Бичков, П. В. Пашко (кер.) [та ін.] ; за ред. П. В. Пашка. – К. : Знання, 2008. – 652 с. – (Серія «Митна справа в Україні»).
- Митна безпека (теорія, методологія та практичні рекомендації) : монографія / П. В. Пашко ; НАН України, Ін-т регіональних досліджень. – Одеса : Пласке, 2009. – 628с. – (Серія «Митна справа в Україні»).
- Науково-практичний коментар до Митного кодексу України : у 3 т. / П. В. Пашко, В. Ю. Хомутиннік, Т. І. Єфименко [та ін.] ; Акад. фінансового управління. – К., 2012. – Т. 1. – 428 с.
- Актуальні питання теорії та практики митної справи : монографія / І. Г. Бережнюк, П. В. Пашко, А. Д. Войцещук [та ін.] ; за ред. І. Г. Бережнюка. – Хмельницький : ПП Мельник А. А., 2013. – 428 с. – (Серія «Митна справа в Україні» ; т. 21).
- Митна політика та митна безпека України : монографія / П. В. Пашко, І. Г. Бережнюк, О. П. Гребельник, І. Г. Калєтнік [та ін.] ; за заг. ред. П. В. Пашка, І. Г. Бережнюка ; Держ. НДІ митної справи. – Хмельницький : ПП Мельник А. А., 2013. – 338 с. – (Серія «Митна справа в Україні» ; т. 24).
- Формування системи митного аудиту в Україні : монографія / О. М. Вакульчик, І. Г. Бережнюк, П. В. Пашко [та ін.] ; за заг. ред. О. М. Вакульчика ; Держ. НДІ митної справи, Акад. митної служби України. – Хмельницький : ПП Мельник А. А., 2014. – 208 с. – (Митна справа в Україні ; т. 25).
- Реформування податкової системи України : сучасні виклики та орієнтири : монографія / П. В. Пашко, Л. Л. Тарангул, Ю. І. Аністратенко, В. Р. Біла [та ін.] ; передм. П. В. Пашка ; за заг. ред. П. В. Пашка, Л. Л. Тарангул; Нац. ун-т держ. податкової служби України, НДЦ з проблем оподаткування. – Ірпінь, 2015. – 570 с. – (Серія «Податкова та митна справа в Україні» ; т. 29).
- Митна справа : підруч. / Н. В. Мережко, П. В. Пашко, О. В. Рождественський ; за ред. П. В. Пашка ; Київ. нац. торг.-екон. ун-т. – К., 2016. – 572 с. – (Серія «Податкова та митна справа в Україні»).
- Митна справа України : підруч. / П. В. Пашко, В. В. Ченцов, Н. В. Мережко, Д. В. Пашко [та ін.] ; за заг. ред. П. В. Пашка. – К. : Ун-т ДФС України, 2017. – 442 с. – (Серія «Податкова та мита справа в Україні» ; т. 100).

## Нагороди, почесні звання та відзнаки
- Подяка Президента України (1999)
- Нагрудний знак «Почесний митник України» (2000)
- Подяка Кабінету Міністрів України (2002)
- Подяка Голови ДМСУ (2005)
- Відзнака «Почесний працівник ДПСУ» (2006)
- Орден «Слава на вірність вітчизні» ІІІ ступеня (2006)
- Медаль «За сприяння в охороні державного кордону» (2006)
- Почесна Грамота Верховної Ради України «За особливі заслуги перед українським народом» та відзнака (2007)
- Нагрудний знак «Відмінний прикордонник» І ступеня (2007)
- Нагрудний знак «Знак пошани» (2009)
- Нагрудний знак «За сумлінну службу в митних органах України» ІІІ ступеня (2009)
- Відзнака МВС України «Закон і честь» (2010)
- Нагрудний знак «Золота зірка «За заслуги» (2011)
- Заслужений діяч науки і техніки (2011)
- Подяка ICC Ukraine (2012)
- Серебряный нагрудный знак «Созвездие духовности» и Диплом международного литературного конкурса «Созвездие духовности» (2018)
- Орден «За заслуги» ІІІ ступеня Союзу юристів України (2017)